# Diario de África
El Diario de África fue un periódico español editado en la ciudad de Tetuán entre 1945 y 1962.

## Historia
Sucesor del desaparecido diario Marruecos, publicó su primer número el 1 de diciembre de 1945. El Diario de África, considerado el órgano de expresión oficialista del Protectorado, tuvo una dilatada existencia. Llegó a publicar varios suplementos, como África deportiva, suplemento deportivo que apareció en 1947. El periódico dejó de publicarse el 31 de diciembre de 1962. Tras su desaparición la cabecera «Diario de África» fue añadida a la del diario España de Tánger.
Entre los directores, redactores y colaboradores participaron autores como Eduardo Maldonado Vázquez, Eduardo Haro Tecglen, Tomás García Figueras, Andrés Sánchez Pérez, Rafael de Roda Jiménez, Luis Carandell, Rafael Fernández de Castro, Jacinto López Gorgé, Pío Gómez Nisa, Rodolfo Gil Benumeya, Ramiro Santamaría Quesada, José Carrasco Téllez, etc.